# Ibn al-Muqaffaʿ
Abū Muhammad ʿAbd Allāh Rūzbih ibn Dādūya (arabisch ابو محمد عبد الله روزبه ابن دادويه, DMG Abū Muḥammad ʿAbd Allāh Rūzbih ibn Dādūya; * um 721 in Gōr; † um 757 in Basra), besser bekannt als Ibn al-Muqaffaʿ (ابن المقفع), war ein abbasidischer Kanzleisekretär (kātib) und Autor in Arabisch. In der abbasidischen Ära wurden seine Werke und Übersetzungen als Klassiker gesehen.
Er war persischer Abstammung, anfangs war er Manichäer und hieß Rōzbeh (persisch روزبه), aber letztlich konvertierte er zum Islam. Sein Vater hieß Dādōē (persisch دادویه; Mubārak nach seiner Konvertierung zum Islam) und war Zöllner im umayyadischen Kalifat.
Ibn al-Muqaffaʿ hat mehreren Werke aus dem Mittelpersischen ins Arabische übersetzt, vor allem Kalīla wa Dimna (كليلة ودمنة) aus Karīrak ud Damnak von Burzōē, Chudāinama (خداينامة) aus Chwadāy-Nāmak, Āʾīn-nāma (آئين نامة), Kitāb al-tāj (كتاب التاج ‚Buch der Krone‘) und Kitāb Mazdak (كتاب مزدك ‚Buch Mazdaks‘). Als Autor schrieb Ibn al-Muqaffaʿ mehrere Bücher, vor allem Al-adab al-kabīr (الأدب الكبير; korrekt. Al-ādāb al-kabīr الآداب الكبير), ein Buch über die persische Etikette.